# The Bourne Identity (livro)
The Bourne Identity (A Identidade Bourne, nas edições em Português) é um livro escrito pelo estadounidense Robert Ludlum. Trata-se de uma obra de ficção, onde o personagem principal sofre de amnésia dissociativa, causado por um quadro de trauma cerebral associado a extremo estresse psicológico, e se vê, a partir dessa condição, envolvido em uma busca pelo seu passado, dispondo como informações de apenas alguns indícios, como um microfilme que foi encontrado implantado sob sua pele, durante uma cirurgia, e de ocasionais flashes de memória que lhe ocorrem. O livro é parte de uma sequência de três, escritos por Ludlum, a Trilogia Bourne. Foi também objeto de adaptações feitas para o cinema e televisão.

## Enredo
Um homem é encontrado à deriva no mar, com um ferimento à bala na cabeça, em algum lugar do litoral francês, por um barco pesqueiro. Os responsáveis pelo resgate decidem levá-lo à um médico numa ilha próxima, a Ile de Port Noir, onde este acorda dias depois, confuso e com amnésia. O médico que o assiste, Dr. Geoffrey Washburn, revela a seu paciente uma descoberta feita durante a cirurgia para retirar o projétil de sua cabeça; um microfilme, implantado sob o couro cabeludo. Juntos, eles descobrem que o microfilme se trata de informação codificada de uma conta em um banco suíço. O médico revela também que encontrou sinais de cirurgia plástica no rosto de seu paciente, com o objetivo de talvez mascarar sua real identidade. Junto a isso, o paciente descobre que sua memória manteve intactos alguns talentos de sua vida passada, quando exigidos, como por exemplo perícia com armas e luta corporal. De posse destas informações, e decidido a desvendar seu passado, o homem parte da ilha, depois que o médico lhe dá suas economias e um passaporte. Já no continente, em Marselha, ele se vê identificado por homens os quais não reconhece devido a amnésia, e que querem tirar sua vida. Foge destes, usando suas excepcionais habilidades. Estas, por sua natureza violenta, e pelo lapso temporal em sua mente, que não permite saber quando nem o porquê de tê-las adquirido, assustam-no tanto quanto a perda de memória. Após chegar à Suíça, onde espera que no banco indicado no microfilme, encontre algumas das respostas as suas perguntas, descobre que seu nome pode ser Jason Bourne, e se vê novamente perseguido, dessa vez pela própria polícia suíça. O fato o obriga a tomar uma mulher de refém, para fugir do hotel onde estava hospedado. Após inicialmente odiá-lo e traí-lo, sua refém, Marie St. Jacques, uma pesquisadora canadense que estava na Suíça para uma conferência, acaba decidindo ajuda-lo. Inicia-se então uma busca frenética pelo passado de Bourne, e uma corrida pelas suas próprias vidas, onde os dois são perseguidos por um terrorista internacional, apenas conhecido como Carlos, e também pela CIA e pela Interpol.

## Cronologia e Sequências
The Bourne Identity foi primeiramente publicado em março de 1980. Ludlum escreveu duas sequências para a saga de Jason Bourne: The Bourne Supremacy' (1986) e The Bourne Ultimatum' (1990), formando a Trilogia Bourne. Depois da morte de Ludlum(2001), o autor Eric Van Lustbader continuou a história de Jason Bourne em The Bourne Legacy (2004), The Bourne Betrayal (2007), The Bourne Sanction (2008), The Bourne Deception (2009), The Bourne Objective (2010), The Bourne Dominion (2011), and The Bourne Imperative (2012).

## Curiosidades
O autor Robert Ludlum decidiu criar o personagem Jason Bourne após sua própria experiência pessoal, quando logo ao terminar seu livro The Scarlatti Inheritance, teve um episódio de amnésia temporária, onde ficou sem poder relembrar 12 horas de sua vida.
O nome do personagem Bourne é utilizado pelo autor como uma referência a palavra inglesa born, que se traduz por nascido. É uma referência ao fato de o personagem ter assumido uma nova identidade, durante a trama, escondendo sua real identidade de agente da CIA.

## Adaptações
O romance foi adaptado à televisão como um seriado de dois episódios em 1988, tendo como protagonistas Richard Chamberlain e Jaclyn Smith. Em 2002, foi também para o cinema tendo como protagonistas Matt Damon, Franka Potente, e Chris Cooper, assim como o restante da Trilogia.

## Crítica e Vendagem
A saga de Jason Bourne tem sido bem recebida ao longo dos anos, tanto por crítica literária como pelo público leitor, sendo que alguns o colocam no mesmo patamar de outros grandes livros de escritores do estilo espionagem, como os livros de 007, de Ian Fleming e  "O Espião que Saiu do Frio", de John Le Carré. Destacam-se no livro, além das cenas de ação bem construídas e espalhadas por todo a trama desde o início, os labirintos mentais em que o personagem principal se vê enredado por sua condição de amnésico.
The Bourne Identity esteve na lista de livros mais vendidos dos Estados Unidos logo no ano de lançamento, 1980, no qual se manteve durante 95 semanas, e em anos mais recentes alcançou o topo da lista de mais vendidos do periódico The New York Times, após o lançamento do filme.